# لوسيندا روزنفيلد
لوسيندا روزنفيلد (بالإنجليزية: Lucinda Rosenfeld)‏ (31 ديسمبر 1969، نيويورك في الولايات المتحدة)؛ روائية أمريكية. درست في جامعة كورنيل.